# 米峪镇乡
米峪镇乡，是中华人民共和国山西省太原市娄烦县下辖的一个乡镇级行政单位。

## 行政区划
米峪镇乡下辖以下地区：
独石河村、康家沟村、郭家庄村、柴厂村、米峪镇村、石峪村、娄儿上村、青羊沟村、窑庄村、白刁岭村、曹家掌村、国练村、兴旺庄村、下石村、岔儿上村和晋阳掌村。